# Металург (Куп'янськ)
«Металург» (Куп'янськ) — український футбольний клуб з міста Куп'янська Харківської області. Є одним з найбільш титулованих клубів в області. Виступає в Першій лізі чемпіонату Харківської області.

## Історія
У 1971 році за участю директора ливарного заводу І. В. Кошелєва була сформована команда «Металург». Колектив очолили Віктор Ольховський і Євген Гаврошенко, начальником команди став ветеран куп'янського футболу Павло Казьмін.
Свій перший матч «ливарники» провели в травні 1971 року з командою «Локомотив» Куп'янськ-Вузловий (1:1). Перший гол команди на рахунку Юрія Габріелова.
У 1972 році команда зайняла 2 місце в першості Харківської області та виборола право грати в чемпіонаті України серед колективів фізкультури.
У 1973 році «Металург» став чемпіоном Харківської області.
У 1975 році команда завоювала 2 місце в першості України, Габріелов забив 35 голів. Цей же результат команда змогла повторити в 1977 році, в цьому році команда провела перший у своїй історії міжнародний матч проти польського «Леха» (2:1, голи забили Олександр Єфімов, Сергій Згонник).
У 1984 р. «ливарники» вперше завоювали Кубок Харківської області.

## Досягнення
Чемпіонат України серед КФК:
- Віце-чемпіон (3 рази): 1975, 1977, 1986.
- Бронзовий призер (2 рази): 1987, 1994/1995.

 Чемпіонат Харківської області
 Вища ліга: 
- Чемпіон (12 разів) — 1973, 1975, 1976, 1977, 1978, 1979, 1980, 1981, 1986, 1987, 1989, 1991.
- Віце-чемпіон (1 раз): 1972.
- 3 місце (3 рази) — 1971, 2002, 2011.

 Кубок Харківської області
- Володар (2 рази): 1984, 1988.